# 路易西尼奥
路易西尼奥（葡萄牙語：Luisinho；1985年5月5日—），是一名葡萄牙足球运动员，目前效力于葡萄牙足球甲级联赛球队歷索斯。
路易西尼奥全名路易斯·卡洛斯·科雷拉·平托（葡萄牙語：Luís Carlos Correia Pinto），球员本人及媒体均习惯称为路易西尼奥（Luisinho）。

## 俱乐部生涯
路易西尼奥1985年5月5日生于波尔图，早年间由低级别球队Vila Real开始自己的职业生涯。在1998-2011年间，路易西尼奥先后效力多家球会，其中包括多家低级别联赛球会，其中仅布拉加、 里奥阿维和帕科斯费雷拉在葡萄牙属于较知名的俱乐部。
在费雷拉俱乐部度过一个赛季之后，2012年，路易西尼奥加入葡萄牙三大豪门之一的本菲卡，这是其职业生涯第一次进入顶级球会效力。但在2012-2013赛季中，路易西尼奥仅代表本菲卡一线队出战联赛5场，打进1球，几无出场机会。
时隔一年之后，路易西尼奥再次选择转会。2013-2014赛季，路易西尼奥自由转会加盟拉科鲁尼亚，在西班牙的第一个完整赛季路易西尼奥表现不错，作为球队左后卫，单赛季完成31次联赛出场，射入3球，不仅坐稳了球队主力位置，亦成功摆脱了前季几乎无球可踢的尴尬，职业生涯迎来转机。